# Oobi
OOBI steht für "Out-of-Band Infrastructure" und bezeichnet einen Begriff aus dem Bereich der Netzwerktechnik, der sich auf Redundanz bei Zugriffen auf eine Netzwerkkomponente bezieht.
Der gegensätzliche Begriff zu Out-of-Band ist In-Band.

## Abgrenzung
Out-of-Band bedeutet, dass Steuersignale nicht auf dem gleichen Kommunikationsweg  wie Daten gesendet werden; im Gegensatz dazu bedeutet In-Band, dass die Steuersignale nicht getrennt von den Daten gesendet werden.

## Hintergrund
Um während eines Ausfalls von Netzwerkkomponenten, bei dem auch LAN- oder DSL-Verbindungen betroffen sein können, auf die betroffenen Systeme zugreifen zu können und eine Fernwartung durchführen zu können, wird eine sogenannte Out-of-Band-Infrastruktur eingerichtet. Diese ermöglicht es, im Fall einer Störung auf Netzwerkkomponenten zuzugreifen, die über gemeinsam genutzte Kommunikationswege nicht mehr erreichbar sind.
Durch den Aufbau einer solchen Infrastruktur entfällt in den meisten Störfällen die Notwendigkeit, einen Mitarbeiter zu Wartungsarbeiten zu dem betroffenen System zu entsenden, woraus sich eine Kosten- und Zeitersparnis ergibt.
Bei fatalen Notfällen besteht die Möglichkeit, mit Hilfe von Powermanagement-Modulen und dem IPDU-Protokoll (Intelligent Power Distribution Unit) die Stromverbindung von Servern zu trennen bzw. sie hart neuzustarten.

## Geschichte
Out-of-Band-Infrastrukturen sind kein neues Phänomen; es wurde bereits frühzeitig versucht, Redundanz in Datenleitungen einzubauen. Das wurde in den Anfängen durch RS232 realisiert, mittlerweile wurden weitere Möglichkeiten zur Redundanzbildung entwickelt. So können neben der USB-Schnittstelle auch Ethernet- und Glasfaseranschlüsse genutzt werden.
Aktuell werden mit Out-of-Band-Infrastrukturen vor allem Keyboard Video Mouse Switches und Intelligent Platform Management Interfaces assoziiert.